# Пал Хомонаи
Пал Хомонај (Ириг, 28. мај 1922 – Кечкемет, 6. децембар 2010) био је српски сликар, светски класик наивне уметности.

## Биографија
Сликарством се бавио од 1964. Излагао је на самосталним и групним изложбама у земљи и иностранству. Добитник је више награда и признања у земљи и иностранству. Умро је 2010. године у Кечкемету (Мађарска).

## Стил
Слика сеоске мотиве, а у раној фази и фасаде старих здања у градовима. Оригиналним ликовним изразом ствара стилизоване композиције пашњака, житних поља, вашара, берби, жетви, свадби у различитим годишњим добима. Попут посматрача из птичије перспективе, он посматра даљине, стварајући тако панорамски снимак на платну.

Осећај за ритам и равнотежу унутар композиције и посебна сензибилност када је употреба колорита у питању, основне су карактеристике његовог ликовног израза. На слици има доста простора, који слободно дише у који је често попут минијатура синтетизована епизода из живота. Смењивањем брда и долина, тракастих и тачкастих бразди, распоредом људских и животињских фигура, читава композиција добија на звучности.

## Галерија
- Коњи на паши, 1968. МНМУ, Јагодина
- Коњи, волови и девојке, б. г. МНМУ, Јагодина
- Вашар, 1969. МНМУ, Јагодина